# Dispensador de água

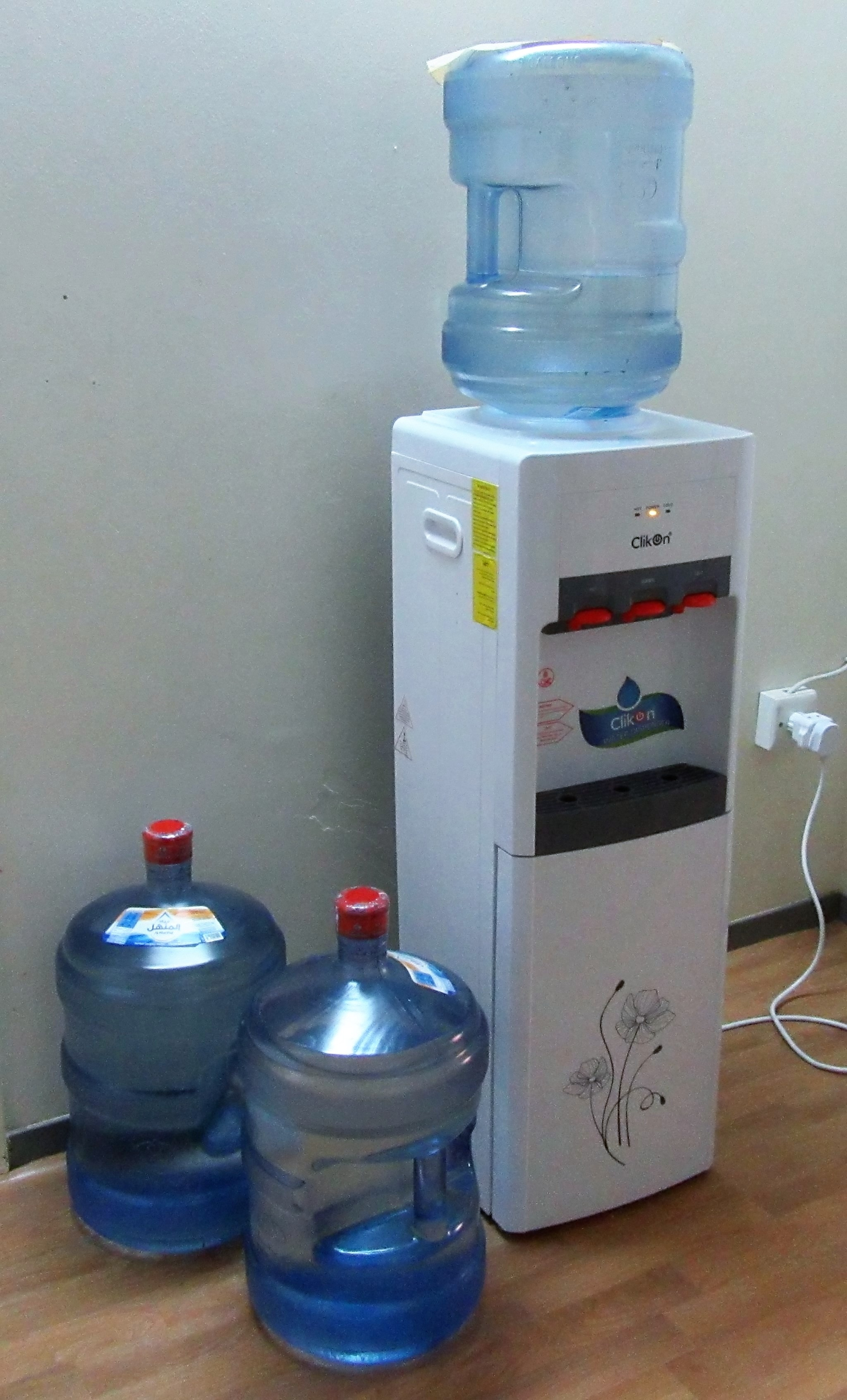
Dispensador de água engarrafada

Um dispensador de água, também conhecido como refrigerador de água (apenas para resfriamento), é uma máquina usada para resfriar ou aquecer e dispensar água com uma unidade de refrigeração. É localizado geralmente perto do banheiro por causa do acesso mais próximo ao encanamento. Uma linha de drenagem também é direcionada do resfriador de água para o sistema de esgoto.
Os dispensadores de água possuem uma variedade de fatores, desde unidades de combinação de montagem em paredes até unidades de combinação para encher garrafas, unidades de dois níveis, além de outros formatos. Eles geralmente possuem dois tipos: dispensadores de água de ponto de uso (POU) e dispensadores de água engarrafada. Os dispensadores de água POU são ligados a um abastecimento de água, enquanto os modelos com água engarrafada precisam de água em garrafas grandes de fornecedores. Os dispensadores de água engarrafada podem ser montados em cima ou embaixo, dependendo do design do modelo.
Os dispensadores de água engarrafada normalmente usam garrafas de 11 ou 22 litros (5 ou 10 galões), que geralmente estão na parte superior da unidade. Os refrigeradores de pressão são uma subcategoria de dispensadores de água da qual fazem parte bebedouros de água potável e modelos de tubulação direta. O refrigerador de água também pode se referir a um dispositivo primitivo para refrigerar a água.

## Tipos de dispensadores

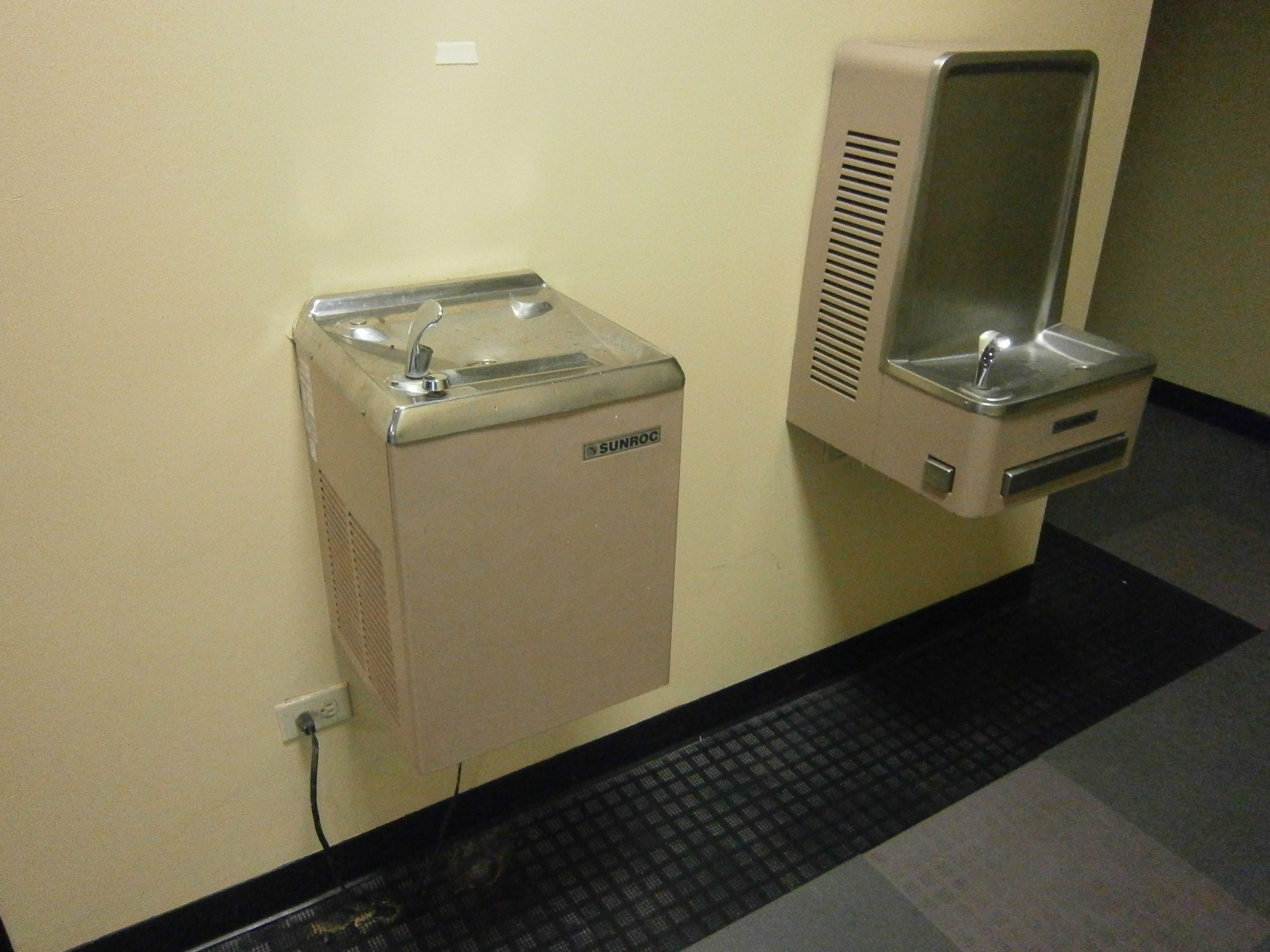
Dispensadores de água de parede

### De parede / embutida
O tipo de parede é ligado ao abastecimento de água do edifício para fornecer água e eletricidade e operar uma unidade de refrigeração para resfriar a água de entrada e ao sistema de eliminação de resíduos para descartar a água que não for aproveitada. Os refrigeradores de água de parede são muito usados em edifícios comerciais como hospitais, escolas, empresas e outros lugares nos quais um gerente de instalação deve fazer sua instalação e manutenção.
No refrigerador de parede padrão, também conhecido como fonte de água ou bebedouro, um pequeno tanque contém água gelada para não seja necessário esperar para que a água congele. A água é fornecida ao girar ou pressionar um botão em uma válvula com mola na parte de cima da unidade, que desliga a água ao ser liberada. Em alguns dispositivos, há também um botão grande na frente ou nas laterais. Os modelos mais modernos podem não ter nenhum botão; em vez disso, um sensor que detecta por aproximação e ativa a água. A água é fornecida em um córrego que se arqueia, para que o usuário beba diretamente do seu topo. Esses dispositivos geralmente dispensam água diretamente do abastecimento municipal, sem tratamento ou filtragem.
Os refrigeradores de água de parede contam com uma ampla gama de estilos, que vão de modelos embutidos a bacias com contornos resistentes a respingos que avançam para fora da parede, designs tradicionais com bordas quadradas arredondadas, unidades para encher garrafas e refrigerar a água, designs de dois níveis, com outros recursos e opções. Às vezes, eles são instalados para atender às normas locais, estaduais ou federais.

### Dispensador de água de carga inferior

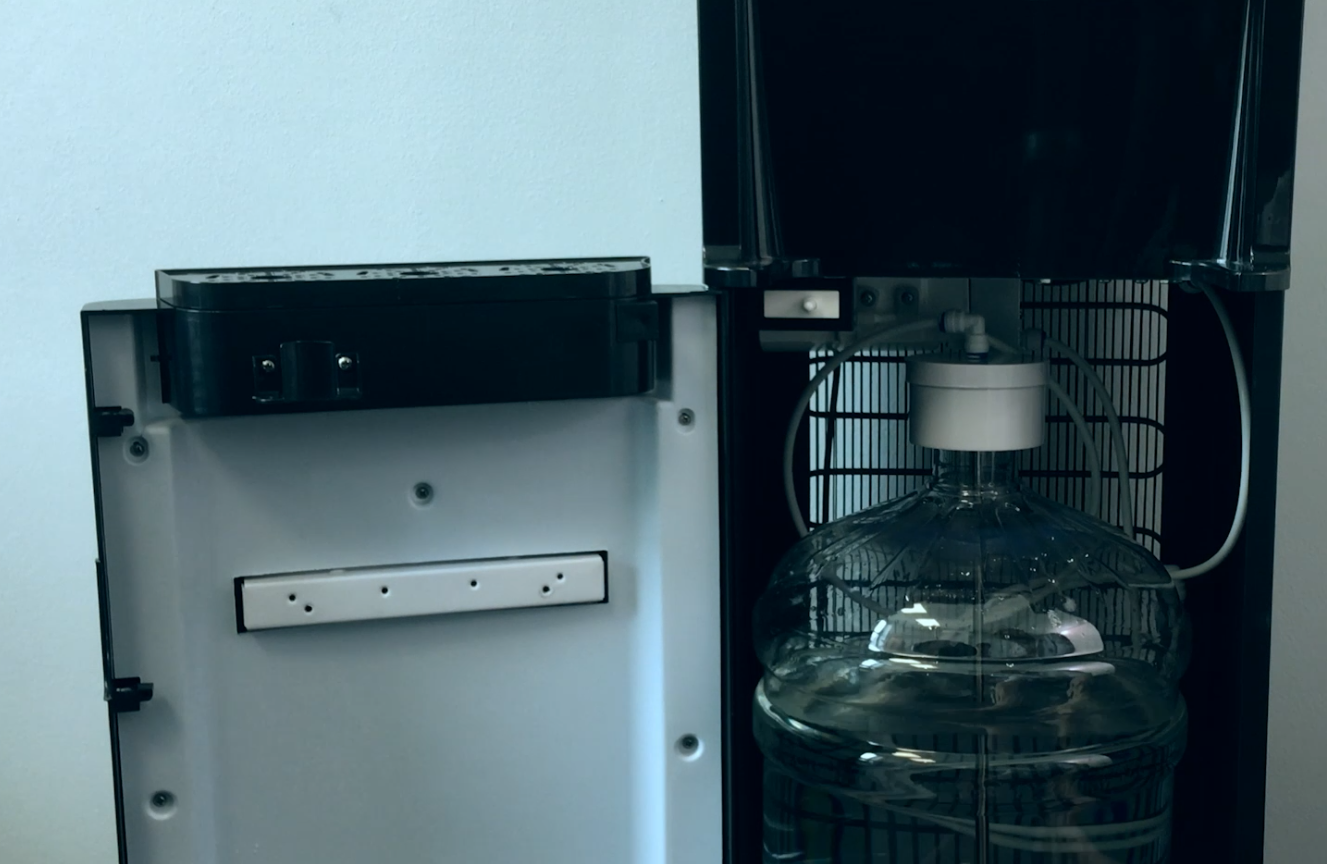
Dispensador de água de carga inferior revelando garrafa de 5 galões, com gabinete aberto

Os dispensadores de água geralmente têm o recipiente de abastecimento de água montado em cima da unidade. Os modelos de carga inferior vêm com o recipiente montado embaixo da unidade para que seja possível seu carregamento.

### Dispensador de água de mesa

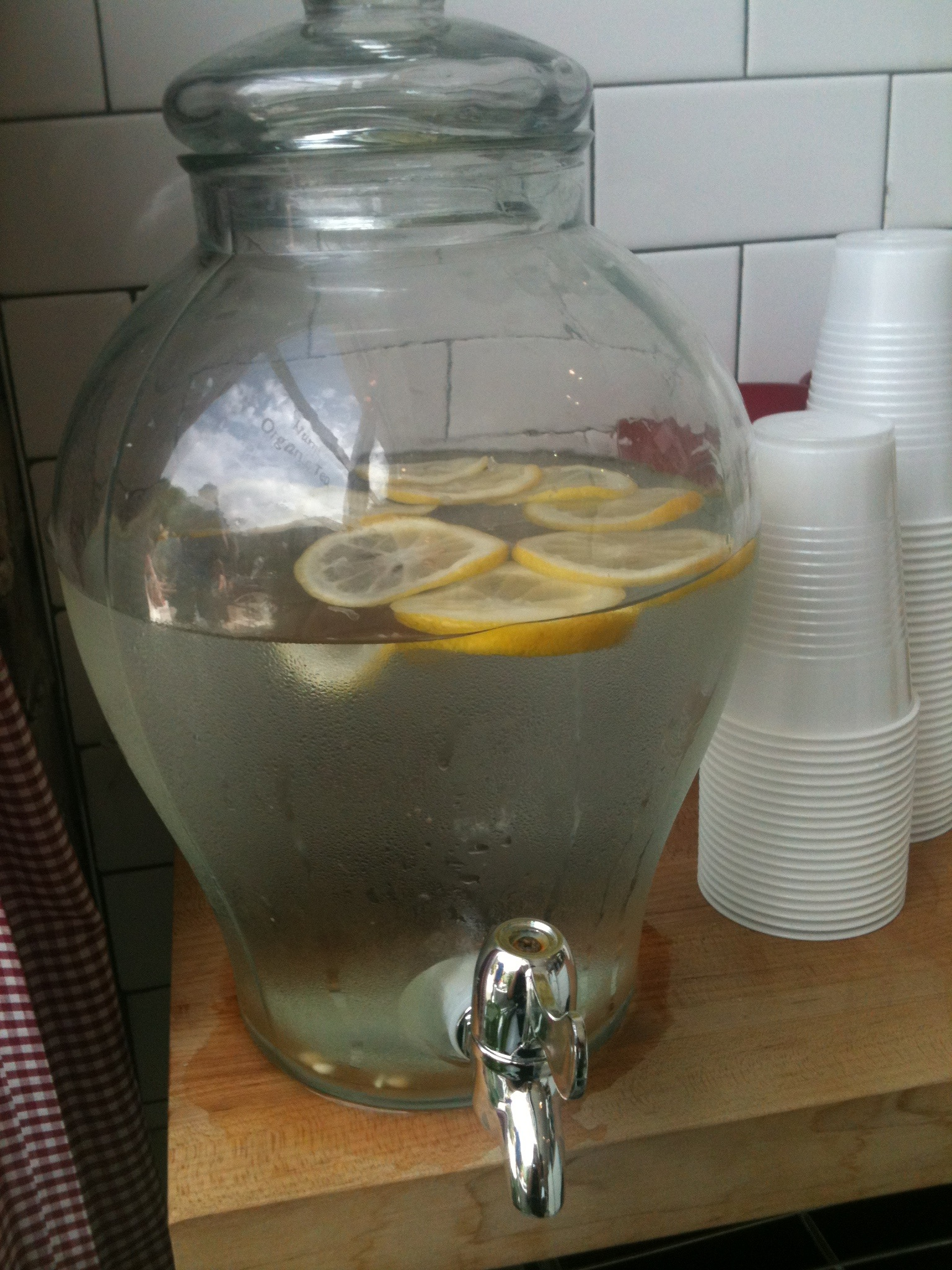
Dispensador de água de mesa

Há também versões menores dos dispensadores de água, onde o dispensador pode ser colocado diretamente sobre uma mesa. Esses modelos são muitas vezes classificados como eletrodomésticos e geralmente aparecem cozinhas domésticas e despensas de escritórios.

### Dispensador de água com tubulação direta (POU)
Os dispensadores de água podem ser ligados a uma fonte de água interna para distribuir água potável quente e fria. São bastante conhecidos como dispensadores de água POU (ponto de uso). As unidades POU costumam ser mais higiênicas do que os refrigeradores de água engarrafada, desde que o usuário final tenha acesso a fontes de água limpa.

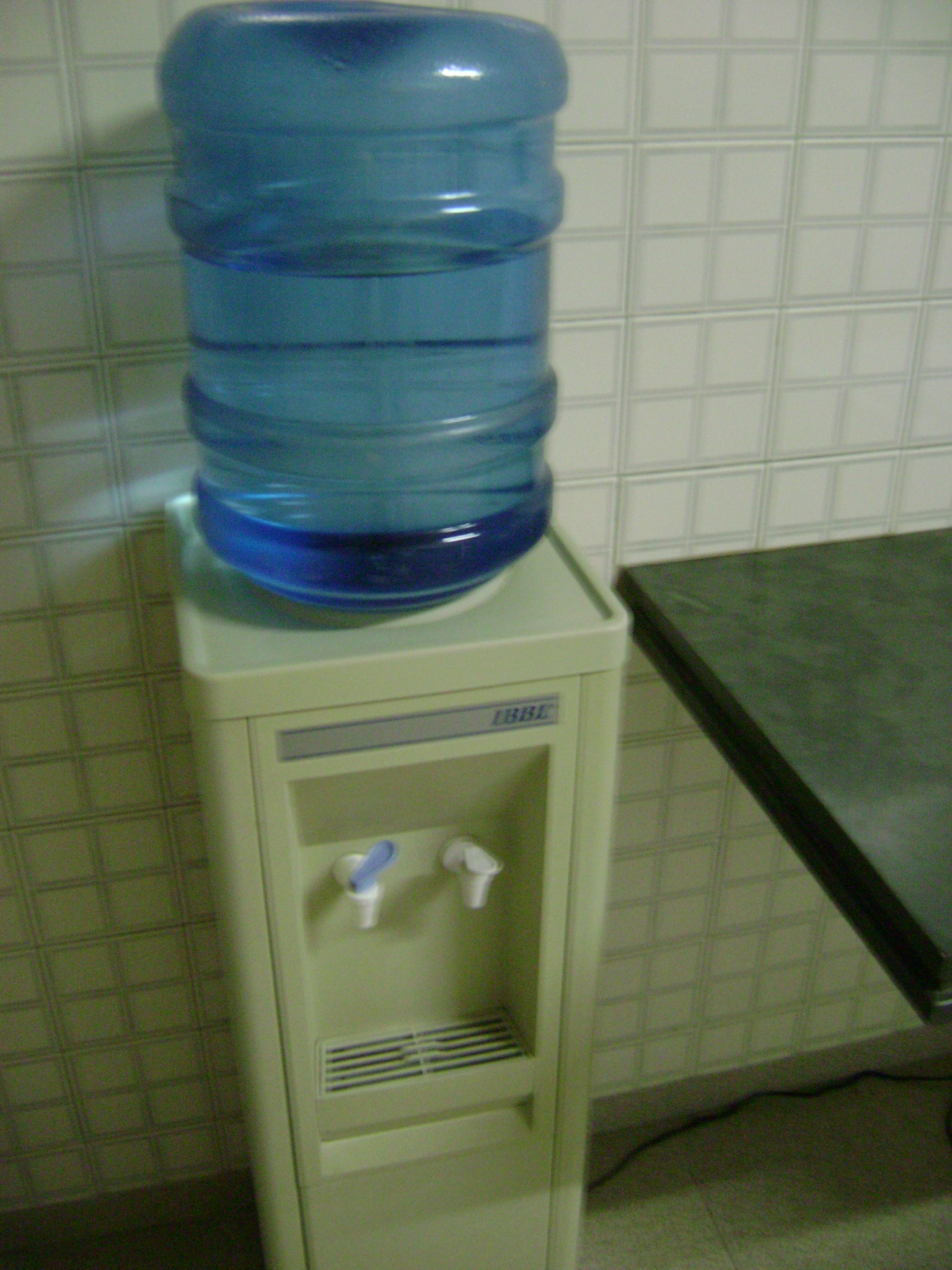
Refrigerador de água autônomo com uma garrafa

### Independente
Um design independente geralmente vem com garrafas de água colocadas de bico na máquina de distribuição.
Existem também versões de mesa ou bancada de cozinha que utilizam garrafas de água de cinco litros que são vendidas em supermercados. Esses resfriadores usam bombas de ar para mover a água para dentro da câmara de resfriamento e dispositivos Peltier para o resfriamento da água.
Um novo desenvolvimento no mercado de refrigeradores de água é o surgimento de aparelhos de bancada ligados à rede e possuem um fornecimento instantâneo não apenas de água gelada, mas também de água quente e fervente. Isso acontece bastante na indústria horeca.
A água irá escorrer mais rápido quando a alça estiver posicionada verticalmente. A água é aerada, o que permite que ela passe ligeiramente pelo bico.

## Fonte de água
A água dispensada de refrigeradores de água pode ter várias fontes diferentes, mas geralmente são classificadas em duas categorias principais, a saber, água mineral natural e água de nascente e água purificada.

### Água mineral natural e água de nascente
Água mineral natural e água de nascente são águas que emanam de formações rochosas geológicas embaixo do solo coletadas de furos ou nascentes emergentes. Na legislação de cada país, há uma diferença ainda maior entre esses dois tipos de água e estabelece critérios rigorosos de nomenclatura e rotulagem baseados na proteção da fonte natural, sólidos totais dissolvidos e a quantidade de processamento pelo qual a água passa antes do engarrafamento.

### Água purificada
A água purificada é a água de fontes subterrâneas ou do abastecimento de água municipal e é produzida por um método de purificação, como osmose reversa, destilação, deionização e filtração. A água é frequentemente tratada com uma luz ultravioleta ou ozônio para eliminar os micróbios e remineralizada por injeção de sais inorgânicos solúveis.

## Entrega de água
A entrega de água em um refrigerador de água possui duas formas principais, ou seja, em garrafa ou canalizadas diretamente do abastecimento de água principal. A água é normalmente bombeada para um tanque de água para que seja aquecida ou resfriada, a depender do modelo do refrigerador de água. Os modelos mais recentes incluem modelos híbridos que utilizam ambos os métodos.

### Refrigeradores de água engarrafada
Para instalar o frasco, ele é virado de cabeça para baixo e colocado no dispensador; uma sonda perfura a tampa da garrafa e permite o escoamento da água para seu reservatório interno. Esses sistemas que funcionam através da gravidade possuem um dispositivo para dispensar água de forma controlada.
Essas máquinas possuem tamanhos diferentes e podem ser unidades de mesa, que servem para uso ocasional, ou unidades montadas no chão voltadas para o uso mais pesado. A água engarrafada é normalmente entregue a residências ou empresas regularmente, onde as garrafas de policarbonato retornáveis vazias são trocadas por garrafas cheias. Nos mercados em desenvolvimento, o PET é muito usado em garrafas grandes, mesmo que o  encolhimento e sua temperatura de lavagem mais baixa tornem um material mais complicado ao usar.
O tamanho da garrafa depende do tamanho da unidade, com modelos maiores nos EUA que usam 5 US gal (19 L) garrafas. Este também é o tamanho predominante em outros lugares, rotulado como 18,9 litros em países que usam o sistema métrico. Originalmente, essas garrafas tinham uma capacidade de 3,5 ou 6 galões americanos (11,4, 18,9 ou 22,7 litros) e eram distribuídas às unidades de resfriamento de água alugadas. Essas unidades geralmente não têm um local para despejar o excesso de água, contando apenas apenas uma pequena bacia para captar o pouco de água derramada. Na parte da frente, há uma alavanca ou botão que dispensa a água em um copo localizado embaixo da torneira. Quando o recipiente de água está vazio, ele é levantado da parte de cima do dispensador e sela automaticamente para que o excesso de água ainda na garrafa não saia para fora.

#### Material
Durante muitos anos e ao longo do século XX, o vidro foi o  material mais comum para o engarrafamento até à evolução dos termoplásticos após a Segunda Guerra Mundial. O PVC evoluiu como um material plástico multiúso e se tornou popularmente um material ideal para produção em massa. Apenas garrafas de vidro verde-escuro foram retidas para engarrafar águas gaseificadas. A década de 1980 viu o redesenvolvimento de garrafas de PVC por causa da redução de custos. Com os avanços na tecnologia de fabricação e materiais, como novas técnicas de moldagem por sopro e injeção, a espessura da parede e o peso das garrafas foram reduzidos, ao mesmo tempo em que melhoraram sua durabilidade e aumentaram sua vida útil.

### Canalizado direto
Os refrigeradores de água com canalização direta usam água encanada e, portanto, não precisam usar garrafas pelo uso do abastecimento de água principal. Normalmente, deve-se usar algum método de purificação. A redução de log (por exemplo, redução de 6 logs ou 99,9999% efetivo) é usada para a eficácia da sanitização e desinfecção.

## Purificação

### Filtração
Entre os métodos de filtragem, estão a osmose reversa, troca iônica e carvão ativado. A osmose reversa funciona diferentemente da proteção química ou ultravioleta, usando uma membrana com poros finos, onde passa H2O e impede a passagem de moléculas maiores, como sais, carbonatos e outros micro-organismos. Caso não haja energia suficiente para forçar naturalmente a água pela membrana, é preciso usar uma bomba potente, o que acarreta custos potenciais de energia elevados. Além disso, as unidades RO são capazes de suavizar a água. Alguns microrganismos vivos, como vírus, são capazes de passar por um filtro de unidade RO.
Os deionizadores ou desmineralizadores usam a troca de resinas para a remoção de íons do fluxo de água e são chamados de deionizadores de leito duplo ou de leito misto. É frequentemente usado em ambientes de fabricação estéreis, como chips de computador, onde a água deionizada é um mau condutor de eletricidade.
No carvão ativado, são usadas matérias-primas como linhita, carvão, carvão de osso, casca de coco e carvão de madeira, para desenvolver poros durante a ativação queimando parcialmente as camadas de carbono. Muitas vezes, o carvão ativado é um material usado apenas uma vez, pois a regeneração geralmente não acontece no local. O carvão ativado granular (GAC) é mais usado geralmente na filtragem do refrigerador de água. Deve-se higienizá-lo regularmente com água quente e vapor para limitar o crescimento de bactérias.

### Sanitização e desinfecção
A sanitização da água é definida ao reduzir o número de microrganismos a um nível seguro. Segundo o método de teste de suspensão AOAC, um desinfetante deve ser capaz de exterminar 99,999% de uma população de teste bacteriana específica em 30 segundos a 25°C (77°F). Os desinfetantes podem ou não necessariamente acabar com bactérias patogênicas ou causadoras de doenças. O desinfetante utilizado deve estar em de acordo com os normas da localização geográfica. Nos EUA, os desinfetantes são regulamentados pela EPA e FDA, e devem ser aprovados no teste AOAC ao reduzir a atividade microbiana de dois organismos de teste padrão (Staphylococcus aureus e Escherichia coli) de uma carga microbiana designada por uma redução de 5 log.
A principal diferença entre um sanitizante e um desinfetante é que em uma diluição de uso específico, o desinfetante deve ser capaz de matar mais bactérias patogênicas do que um sanitizante. Se não acontecer a destruição destes micro-organismos, a água engarrafada produzida pode estar contaminada.
A UVGI (irradiação germicida ultravioleta) é um método de desinfecção muito usado para matar ou inativar microrganismos e diminuir a capacidade de desempenhar funções celulares vitais. Uma das desvantagens dos purificadores de água com luz UV é a turbidez. Caso o fluido não esteja claro, a luz UV não passará completamente, deixando o fluxo parcialmente esterilizado.

## Métodos de resfriamento e aquecimento

### Resfriamento
Boa parte dos dispositivos modernos oferece uma função de refrigeração para o resfriamento da água, usando refrigeração por compressão de vapor ou refrigeração termoelétrica.

#### Refrigeração por compressão de vapor
Os refrigeradores de água que refrigeram por compressão de vapor possuem um dos seguintes sistemas:
- Sistema de Reservatório - Um tanque onde a água é armazenada, para ser usada para resfriar ou aquecer e está equipado com um mecanismo de flutuação para que não haja transbordamento.
  - Reservatório removível - um reservatório removível é um tanque aberto com serpentinas de resfriamento que vão ao encontro da superfície externa do tanque. Funciona com um sistema modular, ao retirar e reabastecer facilmente a água em vez de a manter num sistema fechado. Uma das vantagens de se utilizar um reservatório removível é a facilidade de higienização. Isso permite que os usuários finais possam substituir o reservatório completamente, em vez devolver um resfriador de água inteiro para manutenção. Há uma tecnologia semelhante em muitos dispensadores de água e máquinas de café modernas.
  - Aço inoxidável - tanque de extremidade aberta com serpentinas de resfriamento que vão ao encontro da superfície externa do tanque
- Sistema de resfriamento direto do vaso de pressão - A combinação de um vaso de pressão, para proteger a água no tanque da contaminação do ar, e um sistema de resfriamento direto para resfriar a água proveniente da rede elétrica rapidamente.
  - Vaso de pressão - Um vaso de pressão selado é preenchido a uma pressão mais baixa dentro do resfriador de água. Assim, a água não entra em contato com a atmosfera, o que permite que haja mais água fria (a depender do tamanho do tanque) para ser dispensada em detrimento de um sistema de refrigeração mais lento.
  - Resfriamento direto - Em um sistema de resfriamento direto padrão, a água escorre em uma serpentina de aço inoxidável que está em contato com um evaporador de cobre pelo qual passa o gás refrigerante. O sistema de refrigeração é conectado fora da serpentina e o frio é transferido pelas das paredes do tubo para o resfriamento da água na serpentina por condução. Ao se abrirem as torneiras abertas, a água gelada é dispensada à pressão da rede. A água nunca entra em contato com a atmosfera, pois a temperatura fria emitida pelo gás refrigerante é transferida por uma bobina de cobre que transfere as temperaturas frias para a água que escorre na bobina de aço inoxidável sem que uma toque na outra. Isso permite que a água possa esfriar mais rápido novamente à custa de ter um menos água fria disponível.
- Sistema de resfriamento de banco de gelo - Uma bobina de aço inoxidável com pressão e uma bobina de cobre são mergulhadas em um reservatório com água pré-resfriada. A serpentina de cobre com gás refrigerante congela a água dentro do reservatório produzindo um suprimento frio, o qual resfria a água potável que flui pela serpentina de aço inoxidável.

#### Resfriamento termoelétrico
O resfriamento termoelétrico é uma alternativa sustentável ao refrigerante HFC que usa um dispositivo de estado sólido que funciona como uma bomba de calor para a transferência de calor de um lado para outro usando o efeito Peltier. É composto por vários pares de semicondutores envoltos por pastilhas cerâmicas. Os resfriadores termoelétricos usam energia de corrente contínua, e não gás refrigerante, e um compressor e não possuem partes móveis ou montagens complexas.

### Aquecimento
Algumas versões também possuem um segundo dispensador para fornecer água em temperatura ambiente ou até mesmo água aquecida para fazer chá, chocolate quente ou outras coisas. A água na torneira quente alternativa é geralmente aquecida com um elemento de aquecimento e acondicionada em um tanque quente (muito semelhante aos aquecedores de água quente tradicionais domésticos). Além disso, a torneira quente geralmente conta com uma válvula de segurança push-in para evitar queimaduras ao pressionar acidental ou inadvertidamente a alavanca.

## Características adicionais

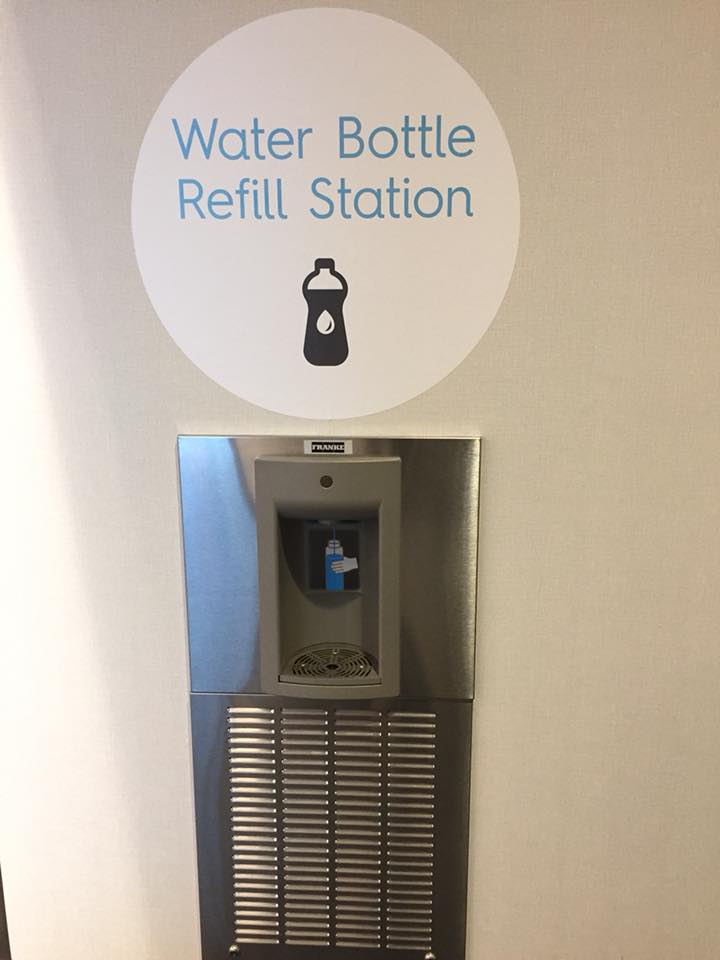
Variante moderna com funcionalidade de enchimento de garrafas

### Enchedor de garrafas
Os modelos mais atuais de refrigeradores de água disponibilizam um dispensador adicional que foi feito para encher garrafas de água diretamente em unidades de parede. Isso acontece muito em refrigeradores de água públicos, pois eles estão presentes em locais públicos, como aeroportos e estações ferroviárias. Essas unidades de enchimento de garrafas também podem determinar o número de garrafas plásticas descartáveis salvas como parte de um esforço público contínuo para a diminuição da poluição plástica.

### Carbonatação
Os mais modernos refrigeradores de água foram equipados com opções de água com gás decorrentes da crescente demanda por bebidas carbonatadas e também por mais conscientização para uma vida saudável, o que resultou na preferência por água gaseificada em vez de bebidas gaseificadas açucaradas. Isso funciona ao adicionar um tanque misturador cheio de CO2 comprimido que está dentro do tanque de resfriamento. Isso contribui para a redução da temperatura do gás CO2 até a temperatura do tanque de resfriamento. Conforme a água gaseificada é dispensada, o tanque do misturador é reabastecido automaticamente com água fria e dióxido de carbono, o que garante um fornecimento contínuo de água gaseificada disponível para o consumo.

## Manutenção
Todos os refrigeradores de água engarrafada devem ser limpos de tempos em tempos para evitar o acúmulo de minerais dentro do tanque de aquecimento, a que se dá o nome de incrustação. A frequência da limpeza depende da concentração dos minerais e da quantidade de água utilizada. Agentes desincrustantes como ácido cítrico podem ser usados para que seja feita a limpeza.
Os tanques de aquecimento exigirão limpeza quando o fluxo normal de água quente parecer estar limitado ou quando os ruídos dos ciclos de aquecimento puderem ser ouvidos durante a operação. Outros sintomas também incluem a água que sai do tanque de resfriamento muito quente, além de mudança de sabor na água em consequência do acúmulo de minerais.